# Амадеус (језеро)
Амадеус језеро (енгл. Lake Amadeus) је највеће слано језеро у области око Улуруа, смештено у Северној територији, у Аустралији. Налази се на 24°50′ЈГШ, 130°45′ИГД.